# Liste der Monuments historiques in Mœrnach
Die Liste der Monuments historiques in Mœrnach führt die Monuments historiques in der französischen Gemeinde Mœrnach auf.

## Liste der Objekte
| Bezeichnung | Beschreibung                                      | Standort                       | Kennzeichnung | Schutzstatus | Datum | Bild |
| ----------- | ------------------------------------------------- | ------------------------------ | ------------- | ------------ | ----- | ---- |
| Pietà       | Holz, farbig gefasst, Anfang des 17. Jahrhunderts | in der Kirche St-Joseph (Lage) | PM68001133    | Inscrit      | 1984  |      |